# Alessandro Pratesi
Alessandro Pratesi (Sulmona, 31 marzo 1922 – Roma, 29 gennaio 2012) è stato un diplomatista, paleografo e storico italiano.

## Biografia
Laureato in Letteratura latina all'Università di Roma "La Sapienza", fu professore di Paleografia e diplomatica all'Università di Bari. 
Dal 1966, e fino al pensionamento, fu docente delle stesse materie all'università di Roma, dove fu preside della Scuola speciale per archivisti e bibliotecari dal 1970 al 1974. 
Negli anni dal 1982 al 2003 fu anche docente alla Scuola vaticana di paleografia diplomatica e archivistica.
Tra le affiliazioni, vi era quella al Centro italiano di studi sull'alto medioevo di Spoleto e la presidenza del Centro studi internazionali Giuseppe Ermini di Ferentino. 
Fu socio dell'Istituto di Studi romani e membro della Commissione internazionale di paleografia.
Fu collaboratore del Dizionario Biografico degli Italiani, edito dall'Istituto dell'Enciclopedia italiana Treccani, e dell'Enciclopedia Cattolica.
Morì nel 2012, all'età di 89 anni.
Per gli studi abruzzesi, Pratesi intraprese l'allestimento della edizione critica del "Chronicon Casauriense", dell'abbazia di San Clemente a Casauria, opera terminata poi dal collaboratore Paolo Cherubini.

## Opere
- Carte latine di abbazie calabresi provenienti dall'archivio Aldobrandini, Biblioteca Apostolica Vaticana (coll. Studi e Testi, 197), Città del Vaticano, 1958
- Genesi e forme del documento medievale, (coll. Guide, 3) Roma, Jouvence 1979 (2ª ed. 1999 ISBN 978-88-78012-60-8)
- Frustula palaeographica, Leo S. Olschki, 1992 ISBN 9788822239297
- Tra carte e notai. Saggi di diplomatica dal 1951 al 1991, (Miscellanea della Società Romana di Storia Patria, XXXV), Roma, 1992
- (con Paolo Cherubini), Paleografia latina: l'avventura grafica del mondo occidentale, (Littera antiqua 16), Città del Vaticano: Scuola vaticana di paleografia, diplomatica e archivistica, 2010 ISBN 978-88-85054-20-2

- (con Paolo Cherubini, postumo) Liber instrumentorum seu chronicorum monasterii Casauriensis del monaco Giovanni Berardi, Istituto Storico per il Medioevo Italiano,  4 voll, 2017-2019